# 32. Golden Globe-gála
Az 32. Golden Globe-gálára 1975. január 25-én került sor, az 1974-ben mozikba, vagy képernyőkre került amerikai filmeket, illetve televíziós sorozatokat díjazó rendezvényt a kaliforniai Beverly Hillsben, a Beverly Hilton Hotelben tartották meg.
A 32. Golden Globe-gálán Hal B. Wallis vehette át a Cecil B. DeMille-életműdíjat.

## Filmes díjak
A nyertesek félkövérrel jelölve.
| Legjobb filmes díjak | Legjobb filmes díjak |
| Legjobb filmdráma | Legjobb vígjáték vagy zenés film |
| --- | --- |
| - Kínai negyed - Magánbeszélgetés - Földrengés - A Keresztapa II. - Egy hatás alatt álló nő                                                                                            | - Hajrá, fegyencváros! - Szenzáció! - A macskás öregúr - A kis herceg - A három testőr – A királyné nyaklánca                                                                                                   |
| Legjobb filmes alakítások (filmdráma) | |
| Színész | Színésznő |
| - Jack Nicholson – Kínai negyed - James Caan – A szerencsejátékos - Gene Hackman – Magánbeszélgetés - Dustin Hoffman – Lenny - Al Pacino – A Keresztapa II.                            | - Gena Rowlands – Egy hatás alatt álló nő - Ellen Burstyn – Aliz már nem lakik itt - Faye Dunaway – Kínai negyed - Valerie Perrine – Lenny - Liv Ullmann – Jelenetek egy házasságból                            |
| Legjobb filmes alakítások (vígjáték vagy zenés film) | |
| Színész | Színésznő |
| - Art Carney – A macskás öregúr - Jack Lemmon – Szenzáció! - James Earl Jones – Claudine - Walter Matthau – Szenzáció! - Burt Reynolds – Hajrá, fegyencváros!                          | - Raquel Welch – A három testőr – A királynő nyaklánca - Lucille Ball – Mame - Diahann Carroll – Claudine - Helen Hayes – A kicsi kocsi újra száguld - Cloris Leachman – Az ifjú Frankeinstein                  |
| Legjobb mellékszereplők (filmdráma, vígjáték vagy zenés film) | |
| Színész | Színésznő |
| - Fred Astaire – Pokoli torony - Eddie Albert – Hajrá, fegyencváros! - Bruce Dern – A nagy Gatsby - John Huston – Kínai negyed - Sam Waterston – A nagy Gatsby                         | - Karen Black – A nagy Gatsby - Beatrice Arthur – Mame - Diane Ladd – Alice már nem lakik itt - Jennifer Jones – Pokoli torony - Madeline Kahn – Az ifjú Frankenstein                                           |
| Az év felfedezettje | |
| Színész | Színésznő |
| - Joseph Bottoms – A galamb - James Hampton – Hajrá, fegyencváros! - Lee Strasberg – A Keresztapa II. - Steven Warner – A kis herceg - Sam Waterston – A nagy Gatsby                   | - Susan Flannery – Pokoli torony - Julie Gholson – Ahol a liliomok nyílnak - Valerie Harper – Zsarufrász - Helen Reddy – Airport '75 - Ann Turkel – 99 and 44/100% Dead                                         |
| Egyéb | |
| Legjobb rendező | Legjobb forgatókönyv |
| - Roman Polanski – Kínai negyed - Francis Ford Coppola – Magánbeszélgetés - Francis Ford Coppola – A Keresztapa II. - John Cassavetes – Egy hatás alatt álló nő - Bob Fosse – Lenny    | - Robert Towne – Kínai negyed - Francis Ford Coppola – Magánbeszélgetés - Francis Ford Coppola, Mario Puzo – A Keresztapa II. - Stirling Silliphant – Pokoli torony - John Cassavetes – Egy hatás alatt álló nő |
| Legjobb eredeti filmzene | Legjobb eredeti filmbetétdal |
| - Alan Jay Lerner, Frederick Loewe – A kis herceg - Jerry Goldsmith – Kínai negyed - John Williams – Földrengés - Nino Rota – A Keresztapa II. - Paul Williams – a paradicsom fantomja | - „I Feel Love” – Benji - „On and On” – Claudine - „Sail the Summer Winds” – A galamb - „I Never Met a Rose” – A kis herceg - „We May Never Love Like This Again” – Pokoli torony                               |
| Legjobb idegen nyelvű film | Legjobb dokumentumfilm |
| - Jelenetek egy házasságból – Svédország - Jákob rabbi kalandjai – Franciaország - Duddy Kravitz céljai – Kanada - Amarcord – Olaszország - Lacombe Lucian – Franciaország             | - Sivatagi show - A madarak is, a méhek is... - Hearts and Minds - I Am a Dancer - Janis |

## Televíziós díjak
A nyertesek félkövérrel jelölve.
| Legjobb televíziós sorozatok | Legjobb televíziós sorozatok |
| Filmdráma | Vígjáték vagy zenés film |
| --- | --- |
| - Upstairs, Downstairs - Columbo - Kojak - Police Story - San Francisco utcáin - The Waltons                                                                                 | - Rhoda - All in the Family - The Carol Burnett Show - The Mary Tyler Moore Show - Maude |
| Legjobb alakítás televíziós sorozatban (filmdráma) | |
| Színész | Színésznő |
| - Telly Savalas – Kojak - Mike Connors – Mannix - Michael Douglas – San Francisco utcáin - Peter Falk – Columbo - Richard Thomas – The Waltons                               | - Angie Dickinson – Police Woman - Teresa Graves – Get Christie Love! - Michael Learned – The Waltons - Jean Marsh – Upstairs, Downstairs - Emily McLaughlin – General Hospital - Lee Meriwether – Barnaby Jones |
| Legjobb alakítás televíziós sorozatban (vígjáték vagy zenés film) | |
| Színész | Színésznő |
| - Alan Alda – MASH - Edward Asner – The Mary Tyler Moore Show - Redd Foxx – Sanford and Son - Bob Newhart – The Bob Newhart Show - Carroll O'Connor – All in the Family      | - Valerie Harper – Rhoda - Carol Burnett – The Carol Burnett Show - Mary Tyler Moore – The Mary Tyler Moore Show - Esther Rolle – Good Times - Jean Stapleton – All in the Family                                |
| Legjobb mellékszereplő televíziós sorozatban | |
| Mellékszereplő színész | Mellékszereplő színésznő |
| - Harvey Korman – The Carol Burnett Show - Will Geer – The Waltons - Gavin MacLeod – The Mary Tyler Moore Show - Whitman Mayo – Sanford and Son - Jimmie Walker – Good Times | - Betty Garrett – All in the Family - Ellen Corby – The Waltons - Julie Kavner – Rhoda - Vicki Lawrence – The Carol Burnett Show - Nancy Walker – McMillan & Wife                                                |

## Különdíjak

### Cecil B. DeMille-életműdíj
A Cecil B. DeMille-életműdíjat Hal B. Wallis vehette át.

### Miss/Mr.Golden Globe
- Melanie Griffith[3]

## Fordítás
Ez a szócikk részben vagy egészben  a(z)   32nd Golden Globe Awards című angol Wikipédia-szócikk fordításán alapul.  Az eredeti cikk szerkesztőit annak laptörténete sorolja fel. Ez a jelzés csupán a megfogalmazás eredetét és a szerzői jogokat jelzi, nem szolgál a cikkben szereplő információk forrásmegjelöléseként.